# Arthur Waley
Arthur David Waley CH, CBE (19 de agosto de 1889 – 27 de junho de 1966) foi um orientalista e sinologista inglês. 

## Vida
Waley nasceu em Tunbridge Wells, Kent, Inglaterra, como Arthur David Schloss, filho do economista David Frederick Schloss. De herança judia, mudou seu sobrenome para o de solteira de sua avó paterna, Waley, em 1914. Educado na Rugby School, ele entrou para o King's College, Cambridge em 1907, onde estudou Clássicos, e recebeu um bacharelado em 1910.
Waley tornou-se Assistant Keeper of Oriental Prints and Manuscripts (Curador Assistente de Impressos e Manuscritos Orientais) do Museu Britânico em 1913. Durante esta época ele aprendeu sozinho chinês e japonês, parcialmente para facilitar o catálogo de pinturas da coleção do Museu. Ele abandonou seu emprego em 1929 para devotar-se completamente a seus interesses literários e culturais, embora tenha continuado a lecionar na School of Oriental and African Studies (Escola de Estudos Orientais e Africanos), Londres. Em 1918, ele conheceu Beryl de Zoete, uma escritora e crítica de dança; eles moraram juntos até a morte dela em 1962. Em 1966, Arthur Waley casou-se com Alison Robinson, a quem conhecera em 1929. Moraram em Highgate em Londres, e ela tornou-se uma figura familiar no fim de sua vida, vivendo mais de 100 anos.
Waley viveu em Bloomsbury e teve vários amigos entre os integrantes do Bloomsbury Group, muitos dos quais conheceu como um estudante. Ele foi um dos primeiros a reconhecer Ronald Firbank como um bom autor, e junto com Osbert Sitwell escreveu uma introdução para a primeira coletânea de Firbank.
O famoso poeta americano Ezra Pound foi importante para que as primeiras traduções de Waley fossem impressas no The Little Review. Sua visão do trabalho de Waley, entretanto, era questionável. Como escreveu para Margaret Anderson, a editora do Review, numa carta de 2 de julho de 1917: "Finalmente consegui ler as traduções de Waley de Po chu I. Alguns dos poemas são magníficos. Quase todas as traduções estão comprometidas seu inglês desajeitado e seu rítmo defectível… Vou tentar comprar os melhores, e fazer com que ele remova as partes piores. (Ele é teimoso como uma mula, ou como um estudioso.)" No entanto Waley, em sua Introdução às suas traduções do The Way and its Power (O Caminho e seu Poder), explica que ele foi cuidadoso e colocou o sentido acima do estilo nas traduções onde o sentido seria considerado razoavelmente de mais importância ao leitor ocidental moderno. 
Waley morreu em Londres e está enterrado no famoso Cemitério Highgate.

## Honrarias
Arthur Waley foi eleito membro honorário do King's College, Cambridge, em 1945, recebeu a honra Comandante da Ordem do Império Britânico (CBE) em 1952, a Medalha da Rainha para Poesia em 1953 e a Ordem dos Companheiros de Honra (CH) em 1956. 
- • Ordem dos Companheiros de Honra, 1956.
- •  Comandante da Ordem do Império Britânico, 1952.

## Trabalhos
Suas muitas traduções incluem A Hundred and Seventy Chinese Poems (1918), Japanese Poetry: The Uta (1919), The No Plays of Japan (1921), The Tale of Genji (published in 6 volumes from 1921-33), The Pillow Book de Sei Shōnagon (1928), O Kutune Shirka (1951), Monkey (1942, uma versão reduzida de Journey to the West), The Poetry and Career of Li Po (1959) e The Secret History of the Mongols and Other Pieces (1964). 

## Trabalhos selecionados
- A Hundred and Seventy Chinese Poems, 1918
- More Translations from the Chinese (Alfred A. Knopf, New York, 1919).
- Japanese Poetry: The Uta, 1919
- The Nō Plays of Japan, 1921
- The Tale of Genji, por Lady Murasaki, 1921-1933
- The Temple and Other Poems, 1923
- Introduction to the Study of Chinese Painting, 1923
- The Pillow Book of Sei Shōnagon, 1928
- The Way and its Power: A Study of the Tao Te Ching and its Place in Chinese Thought, 1934
- The Book of Songs (Shih Ching), 1937
- The Analects of Confucius, 1938
- Three Ways of Thought in Ancient China, 1939
- Translations from the Chinese, a compilation, 1941
- Monkey, 1942
- Chinese Poems, 1946
- The Life and Times of Po Chü-I, 1949
- The Real Tripitaka and Other Pieces, 1952
- The Nine Songs: A Study of Shamanism in Ancient China, 1955
- Yuan Mei: Eighteenth Century Chinese Poet, 1956
- The Opium War through Chinese Eyes, 1958
- The Poetry and Career of Li Po, 1959
- Ballads and Stories from Tun-Huang, 1960
- The Secret History of the Mongols, 1963